# Zuurstof-18
Zuurstof-18 of 18O is een stabiele isotoop van zuurstof, een niet-metaal. Het is een van de drie op Aarde voorkomende isotopen van het element, naast zuurstof-16 (stabiel) en zuurstof-17 (eveneens stabiel). De abundantie op Aarde bedraagt 0,205%.
Zuurstof-18 ontstaat onder meer bij het radioactief verval van stikstof-18, stikstof-19 en fluor-18.

## Toepassingen
Net als zuurstof-15 wordt deze isotoop gebruikt in de positronemissietomografie (PET). In de nucleaire geneeskunde wordt zuurstof-18-verrijkt water in een cyclotron of een andere deeltjesversneller gebombardeerd met waterstofionen, zodat de radioactieve isotoop fluor-18 ontstaat. Deze isotoop wordt ingebouwd in fluordeoxyglucose, dat gebruikt wordt bij medische beeldvorming (in de positronemissietomografie).
Zuurstofisotopenanalyse is een veelgebruikte onderzoeksmethode in de aardwetenschappen waarbij de verhouding tussen de stabiele zuurstofisotopen 16O en 18O in sediment wordt bepaald.
12O · 13O · 14O · 15O · 16O · 17O · 18O · 19O · 20O · 21O · 22O · 23O · 24O · 25O · 26O · 27O · 28O